# سانتا أغاتا دي ميليتيلو
سانتا أغاتا دي ميليتيلو (بالإيطالية: Sant'Agata di Militello)‏ هي بلدية في مقاطعة ميسينا في صقلية الإيطالية.

## السكان
في سنة 1861 بلغ عدد السكان 4٬060 نسمة، وتطور العدد ليصل في سنة 2011 لـ 13٬178 نسمة.
يظهر هذا المخطط البياني تطور النمو السكاني لـ سانتا أغاتا دي ميليتيلو